# Dan Black
Daniel Edward Black (Buckinghamshire, 16 novembre 1975) è un cantante britannico.

## Biografia
Ex leader della band inglese The Servant, collabora anche con i Planet Funk, prestando la voce agli album Non Zero Sumness e The Illogical Consequence e partecipando al tour internazionale.
A fianco della sua band, invece, ha iniziato ad incidere nel 1999, con due mini-album (Mathematics e With the invisible), raggiungendo il successo nel 2003 con l'lp The Servant. Nel 2002 dà la voce al gruppo dei Planet Funk per diverse canzoni del loro album Non Zero Sumness tra le quali la canzone Who Said che otterrà un enorme successo.
Il 29 settembre 2006 esce l'ultimo album dei The Servant prima del loro definitivo scioglimento, How to Destroy a Relationship, anticipato dal singolo omonimo uscito il 2 luglio 2006. Dal 2008 inizia una carriera da solista pubblicando i primi due singoli Alone e Yours. Il 13 luglio 2009 pubblica il suo primo album UN, che uscirà anche negli USA qualche mese dopo, il 16 febbraio 2010. Sempre nel 2009 torna a collaborare con i Planet Funk per l'album Planet Funk (Best of) cui prende parte nei singoli Lemonade e Too Much TV. Il suo singolo Wonder è presente nella colonna sonora del videogioco di FIFA 11.
Il 23 luglio 2013 è uscito Hearts, il primo singolo estratto dal secondo album da solista, con la collaborazione della cantante statunitense Kelis. Il video del singolo, ideato da Chic & Artistic, è stato realizzato con la tecnica del time-lapse per 24 ore consecutive, sopra un tetto di Parigi, con lo skyline della capitale francese come sfondo.

## Discografia

### Album in studio
- 2009 - UN (A&M/Polydor)
- 2017 - Do Not Revenge

### EP
- 2009 - iTunes Live: London Festival '09

### Mixtape
- 2010 - Weird Science

### Singoli
- 2008 - Alone
- 2008 - Yours
- 2008 - HYPNTZ
- 2009 - Symphonies
- 2009 - U + Me =
- 2010 - Symphonie (remix) (feat. Kid Cudi)
- 2010 - Ghost (con Kidz in Space)
- 2010 - Sunlight (con Bag Raiders)
- 2012 - Raw
- 2013 - Hearts (feat. Kelis)
- 2013 - Toy Spark Gun (con SomethingALaMode)
- 2017 - Farewell <small<(feat. Kelis)
- 2017 - Headphones
- 2017 - Wash Away

Come artista ospite
- 2011 - ICE (Kaskade feat. Dada Life e Dan Black)

## Autore e compositore per altri interpreti
- Gemme - singolo della cantante francese Nolwenn Leroy (2017)[4]